# Kathleen Robertson
Kathleen E. Robertson (født 8. juli 1973) er en canadisk skuespillerinde, som er bedst kendt for sin rolle som Clare Arnold i tv-serien Beverly Hills 90210. 

## Opvækst
Robertson er født den 8. juli 1973 i Hamilton, Ontario, Canada. Hun begyndte at spille skuespil i alderen af 10 år. Samtidig gik hun på en lokal privat skole, "Hillfield Strathallan College". 

## Karriere
Hendes første rigtige rolle var i den canadiske tv-serie Maniac Mansion fra 1990-1993. Hun spillede Tina Edison, den ældste af 3 børn og datter af Dr. Fred Edison (Joe Flaherty). 

Hendes gennembrud på det store lærred, var i en lille rolle i Brenton Spencers film Blown Away. 
Robertson fik rollen som Clare Arnold i Beverly Hills 90210, en rolle hun havde fra 1994 til 1997.

## Privat
Robertson har været sammen med manuskriptforfatteren og instruktøren Gregg Araki, som hun mødte under arbejdet til filmen Nowhere. De er dog ikke længere sammen. 
Robertson fik i 2008 sit første barn.

## Filmografi
| År        | Titel                                       | Rolle                          | Bemærkninger                                    |
| --------- | ------------------------------------------- | ------------------------------ | ----------------------------------------------- |
| 1985      | Left Out                                    | ---                            |                                                 |
| 1988      | My Secret Identity                          | Jennifer                       | Episoden: Grounded                              |
| 1990      | C.B.C.'s Magic Hour                         | Cynthia Bundy                  | Episoden: The Prom                              |
| 1990      | Maniac Mansion                              | Tina Edison                    | Tv-serie                                        |
| 1992      | Blown Away                                  | Darla                          |                                                 |
| 1992      | Lapse of Memory                             | Patrick (Melody)               |                                                 |
| 1992      | Liar's Edge                                 | Bobby Swaggart                 | Tv-film                                         |
| 1992      | Quiet Killer                                | Sara Dobbs                     | Tv-film                                         |
| 1993      | Survive the Night                           | Julie                          | Tv-film                                         |
| 1993      | The Hidden Room                             | Anne Morrison                  | Episoden: Passages                              |
| 1994      | In the Line of Duty: The Price of Vengeance | Susan Williams                 | Tv-film                                         |
| 1994      | Heaven Help Us                              | ---                            | Episoden: Upstairs, Upstairs                    |
| 1994-1997 | Beverly Hills, 90210                        | Clare Arnold                   | 100 episoder i serien                           |
| 1995      | Burke's Law                                 | Tracy Bird                     | Episoden: Who Killed the World's Greatest Chef? |
| 1997      | Nowhere                                     | Lucifer                        |                                                 |
| 1998      | I Woke Up Early the Day I Died              | Billet pigen                   |                                                 |
| 1998      | Dog Park                                    | Cheryl                         |                                                 |
| 1999      | Splendor                                    | Veronica                       |                                                 |
| 2000      | Psycho Beach Party                          | Rhonda                         |                                                 |
| 2000      | Beautiful                                   | Wanda Love, Miss Tennessee     |                                                 |
| 2001      | Speaking of Sex                             | Grace                          |                                                 |
| 2001      | Scary Movie 2                               | Theo                           |                                                 |
| 2001      | I Am Sam                                    | Stor drengs servitrice         |                                                 |
| 2002      | XX/XY                                       | Thea                           |                                                 |
| 2002      | Torso: The Evelyn Dick Story                | Evelyn Dick                    | Tv-film                                         |
| 2002      | Girls Club                                  | Jeannie Falls                  | Tv-serie                                        |
| 2003      | I Love Your Work                            | Journalist, der går til angreb |                                                 |
| 2003      | In the Dark                                 | Rachel Speller                 | Tv-film                                         |
| 2004      | Mall Cop                                    | Donna                          |                                                 |
| 2004      | Until the Night                             | Elizabeth                      |                                                 |
| 2004      | Control                                     | Eden Ross                      |                                                 |
| 2005      | Law & Order: Criminal Intent                | Darla Pearson                  | Episoden: View from Up Here                     |
| 2006      | Last Exit                                   | Beth Welland                   | Tv-film                                         |
| 2006      | Hollywoodland                               | Carol Van Ronkel               |                                                 |
| 2006      | Medium                                      | Diana Marvin                   | Episoden: Ghost in the Machine                  |
| 2006-2007 | The Business                                | Julia Sullivan                 | 12 episoder i serien                            |
| 2007      | Tin Man                                     | Azkadellia                     | Mini-serie                                      |
| 2008      | The Terrorist Next Door                     | Nicole                         | Tv-film                                         |
| 2008      | Player 5150                                 | Ali                            |                                                 |
| 2008      | The Hill                                    | Amy                            | Post-produktion                                 |

## Nomineringer
Canadian Comedy Awards
- 2002: Nomineret: "Film – Pretty Funny Female Performance" for: Scary Movie 2

Gemini Awards
- 2002: Nomineret: "Best Performance by an Actress in a Leading Role in a Dramatic Program or Mini-Series" for: Torso: The Evelyn Dick Story
- 2007: Nomineret: "Best Ensemble Performance in a Comedy Program or Series" for: The Business Delt med: Rob deLeeuw, Kaela Bahrey, Karen Cliche, Ellen David, Trevor Hayes, Nobuya Shimamoto, Matt Silver, James A. Woods, Nicolas Wright – For episoden Check Please
- Nomineret: "Best Performance by an Actress in a Leading Role in a Dramatic Program or Mini-Series" for: Last Exit

Young Artist Awards
- 1991: Nomineret: "Best Young Actress Co-starring in an Off-Primetime Series" for: Maniac Mansion
- 1992: Nomineret: "Young Actress Co-starring in an Off-Primetime or Cable Series" for: Maniac Mansion